# Late Night with David Letterman
Il Late Night with David Letterman è stato un talk show statunitense trasmesso in terza serata dall'emittente NBC. Era presentato e prodotto (mediante la sua casa di produzione, la Worldwide Pants Incorporated) da David Letterman, coadiuvato dal musicista Paul Shaffer.
La trasmissione ha debuttato il 1º febbraio 1982 sulla NBC, e dal 1993, col cambiamento di rete di David Letterman, si chiama Late Show with David Letterman.

## Storia
La decisione di Letterman di lasciare l'emittente NBC sembra che sia stata scaturita dalla scelta del network di far condurre il The Tonight Show a Jay Leno, come successore di Johnny Carson. Letterman, Carson e molti altri presumevano che tutti gli anni di servizio alla NBC fossero sufficienti a Letterman per diventare il nuovo conduttore del The Tonight Show, ma all'ultimo momento, la NBC scelse Leno, con l'idea che avrebbe avuto più successo.
Molti, tuttora, si riferiscono erroneamente al programma di Letterman come il Late Night, anche se in realtà è Late Show. Il Late Night infatti esiste ancora e va in onda sulla NBC in terza serata.
Quando Letterman è passato alla CBS, cominciando il Late Show, portò con sé molte gag e sketch. Per evitare problemi legali e non infrangere la legge sul copyright ha però dovuto cambiare i vari titoli e nomi delle gag e delle rubriche, dato che la NBC sosteneva che ciò che aveva fatto al Late Night era proprietà intellettuale dell'emittente. La Viewer Mail della NBC diventò la CBS Mailbag; Larry Bud Melman iniziò ad usare il suo vero nome, Calvert DeForest; la band di Paul Shaffer che sulla NBC si chiamava World's Most Dangerous Band divenne The CBS Orchestra, una frecciatina diretta alla NBC. La Top Ten List, peculiarità del programma, venne ribattezzata Late Show Top Ten List anche se negli anni hanno riutilizzato il suo nome originario.